# The Blue Max
The Blue Max (conocida como El crepúsculo de las águilas en Hispanoamérica y como Las águilas azules en España) es una película británica bélica de aventura y romance, dirigida por John Guillermin en 1966. 
Está protagonizada por George Peppard, James Mason, Ursula Andress y Jeremy Kemp en los papeles principales y fue ganadora del premio BAFTA 1967 al Mejor diseño de producción (Wilfred Shingleton).
Algunas de las localizaciones donde se grabaron escenas fueron la catedral de la Santísima Trinidad (Dublín) y Leinster House, la sede del Oireachtas, y el Trinity College.

## Sinopsis
Durante la Primera Guerra Mundial, Bruno Stachel (George Peppard) un cabo alemán que ha ganado sus grados en las trincheras durante dos años, es destinado como oficial de vuelo a la Fuerza aérea del Imperio alemán, entrenado como piloto de combate. 
Sus camaradas son en su mayoría de origen aristocrático y lo discriminan. Bruno Stachel sabe que deberá hacer méritos especiales para ser considerado un igual, y se pone como meta el ganar la medalla Pour le Mérite, llamada entre los pilotos como Blauer Max, que era otorgada a los pilotos que hayan derribado 20 aviones enemigos en combate y se convierten en un as del aire. 
A medida que derriba más aviones enemigos, comienza a llamar la atención del general, conde von Klugermann (James Mason), por su agresividad para volar y ser un modelo de éxito del pueblo alemán, que lo piensa utilizar como héroe con fines de propaganda para el respaldo de la población. 
También la esposa del general, la condesa Kaeti von Klugermann (Ursula Andress) piensa en utilizarlo, pero como su amante por ser un personaje atractivo en los medios y tener posibilidades de convertirse en parte del comando militar en el futuro. Cuando ya parece haber logrado su meta de los derribos de más aviones enemigos, su ambición lo empuja a mentir, al reclamar dos derribos de aviones enemigos que no consiguió, su compañero accidentado y as del aire, sobrino de la condesa, derriba esos aviones y lo salva de ser derribado. Sin pensar en las consecuencias, le confiesa su mentira a la condesa y se pelean cuando ella le pide escapar a Suiza, porque Alemania técnicamente ha perdido la guerra, frente a la ofensiva de Inglaterra, Francia y la entrada de Estados Unidos en la guerra, logrando fabricar más aviones y armas que Alemania. 
Al poco tiempo, el conde von Klugerman lo recibe en Berlín como un héroe, envía a probar un nuevo prototipo de avión monoplano, que se planea construir en el futuro, según los contratos militares en los que participa y hace su fortuna, el desenlace es inevitable, muere en un accidente aéreo y así evitan una investigación oficial, por mentir en el reporte de aviones derribados en combate.

## Elenco
- George Peppard como el teniente Bruno Stachel.
- James Mason como el general conde von Klugermann.
- Ursula Andress como la condesa Kaeti von Klugermann.
- Jeremy Kemp como el teniente Willi von Klugermann.
- Karl Michael Vogler como el capitán Otto Heidemann.
- Anton Diffring como el mayor Holbach.
- Harry Towb como Kettering.
- Peter Woodthorpe como Rupp.
- Derek Newark como Ziegel.
- Derren Nesbitt como Fabian.
- Loni von Friedl como Elfi Heidemann.
- Friedrich von Ledebur como The Field Marshal.
- Carl Schell como Manfred von Richthofen.
- Hugo Schuster como Hans.
- Alex Scott como The Orator.
- Roger Ostime como el príncipé.

Notas de elenco: Peppard quería crear una actuación "auténtica" y aprendió a volar, obtuvo una licencia de piloto privado e hizo algunos vuelos en la película, aunque el piloto de doble, Derek Piggott realizó el vuelo de la escena debajo del puente.